# Lac Bylot
Lac Bylot är en sjö i Kanada.   Den ligger i regionen Nord-du-Québec och provinsen Québec, i den östra delen av landet, 1 700 km norr om huvudstaden Ottawa. Lac Bylot ligger 156 meter över havet. Arean är 62 kvadratkilometer. Den sträcker sig 11,8 kilometer i nord-sydlig riktning, och 11,9 kilometer i öst-västlig riktning.
Trakten runt Lac Bylot består i huvudsak av gräsmarker. Trakten runt Lac Bylot är nära nog obefolkad, med mindre än två invånare per kvadratkilometer.